# Lichia amia

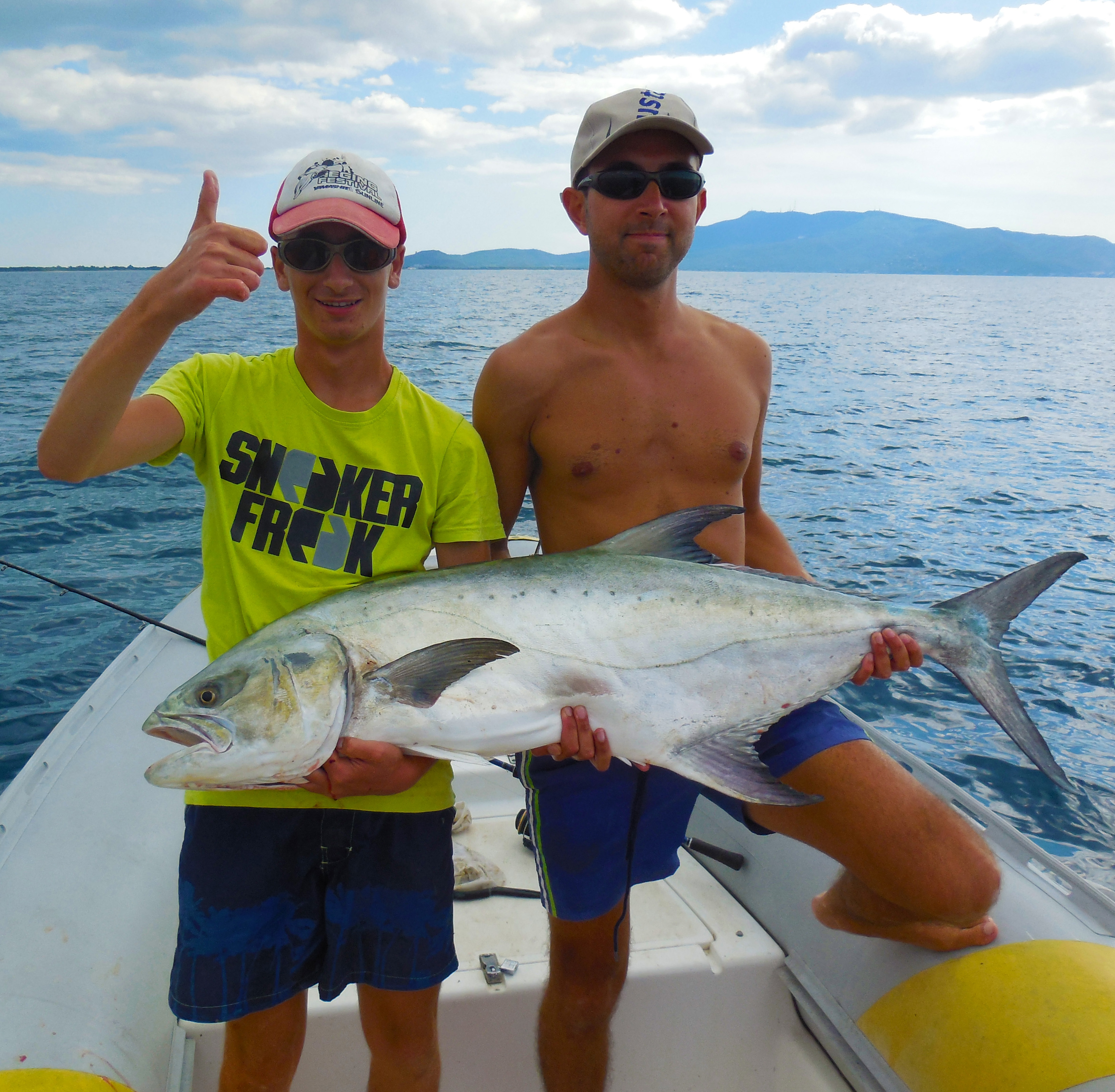
Un esemplare pescato a spinning in Toscana

La leccia (Lichia amia) è un pesce predatore d'acqua salata appartenente alla famiglia Carangidae.

## Distribuzione e habitat
Questo carangide si incontra in tutto il mar Mediterraneo e nell'Atlantico orientale tra il Golfo di Guascogna e le coste africane. È una specie pelagica ma che ha costumi costieri, perlomeno nella bella stagione. Non esita ad avventurarsi nelle acque salmastre per cacciare i cefali di cui è ghiotta e spingendosi fin dentro le foci dei fiumi e delle acque portuali.

## Descrizione
L. amia presenta un corpo compresso lateralmente con forma di losanga e caratterizzato da testa in proporzione piccola, con bocca molto grande.

Le pinne pettorali e ventrali sono abbastanza piccole mentre la pinna anale e la seconda dorsale sono opposte e simmetriche. La prima pinna dorsale è ridotta ad una fila di piccoli raggi spinosi, la pinna caudale è falcata. La linea laterale presenta una vistosa curva verso il basso subito dopo le pinne pettorali. 

La livrea è grigio-verdastra sul dorso e bianco madreperlaceo caratteristico sui fianchi; le pinne sono scure, talvolta con bordi bianchi.

Raggiunge una lunghezza massima di 2 metri, per un peso che può avvicinarsi ai 70 kg.

## Etologia
È una specie gregaria, i giovani si radunano spesso in branchi numerosi.

## Riproduzione
Avviene in primavera-estate in acque costiere. Le uova sono pelagiche.

## Alimentazione
Si ciba di pesci e di cefalopodi che cattura in corsa.

## Pesca
Viene insidiata con la tecnica della traina col vivo e dello spinning, ma non è una cattura facile, sia per la furbizia, che la spinge a rifiutare un'esca imperfettamente presentata, sia per la poderosa reazione, che mette a dura prova pescatore e attrezzatura. Viene insidiata anche con la pesca in apnea. Le carni sono eccellenti. Pescando a spinning solitamente si utilizzano artificiali di generose dimensioni (dai 14 ai 20 cm), possibilmente dotati di armatura passante, vista la potenza che riesce a sprigionare questo pesce. Le esche maggiormente usate sono popper , WTD e jerk (Walking The Dog - "passeggiare il cane" -  ricorda i movimenti laterali del cane al guinzaglio) i quali lavorano sopra la superficie dell'acqua , i jerk d'altro canto nuotano in profondità sono ottimi per insidiare questo tipo di pesci poiché imitano il nuoto di prede come piccoli Muggini in difficoltà e portano all'attacco del predatore che vedendo ciò non esitano ad attaccare  . Nel nostro territorio il periodo migliore per insidiarla è l'autunno , durante la quale i grossi esemplari accostano per cibarsi e riprodursi .